# کلاته سادات پایین
کلاته سادات پایین روستایی در دهستان فرومد بخش مرکزی شهرستان میامی استان سمنان ایران است.

## جمعیت
بر پایه سرشماری عمومی نفوس و مسکن در سال ۱۳۹۵ جمعیت این روستا ۱۲۰ نفر (۴۴خانوار) بوده‌است.